# Wikipédia en mari des prairies
Wikipédia en mari des prairies (en mari oriental : Олык марий википедий [Olyk Marij Vikipedij]) est l'édition de Wikipédia en mari des prairies (en anglais : Meadow Mari ou Meadow-Eastern Mari), un des dialectes de la langue mari, langue finno-ougrienne. Le mari des prairies, le mari des montagnes et le russe sont les langues officielles de la république des Maris (district fédéral de la Volga) en Russie. Elle est lancée le 9 juillet 2009,,,. Son code est : mhr.
Au 20 mars 2025, l'édition en mari oriental contient 11 333 articles et compte 15 482 contributeurs, dont 24 contributeurs actifs et 1 administrateur.
L'autre édition en langue mari est la Wikipédia en mari des montagnes qui compte 10 432 articles.

## Présentation
Comme la plupart des wikis en petites langues, la Wikipédia en mari des prairies a développé des sujets linguistiques, liés à l'histoire locale et autres sujets nationaux.
Il existe une coopération avec l'université d'État de Mari (en), dont les étudiants participent à la rédaction d'articles pour les sections en mari des prairies et en mari des montagnes.

Aire de diffusion des dialectes du mari.
mari des montagnes
mari du Nord-Ouest
mari des prairies
mari de l'Est

## Statistiques
- Le 6 mars 2015, Wikipédia en mari des prairies compte 7 041 articles et 6 049 utilisateurs enregistrés[6], ce qui en fait la 139e[7] édition linguistique de Wikipédia par le nombre d'articles et la 204e[8] par le nombre d'utilisateurs enregistrés, parmi les 287 éditions linguistiques actives.
- Le 23 septembre 2022, elle contient 10 448 articles et compte 13 198 contributeurs, dont 25 contributeurs actifs et 1 administrateur.
- Le 30 septembre 2024, elle contient 11 361 articles et compte 15 078 contributeurs, dont 15 contributeurs actifs et 2 administrateurs.